# 공감

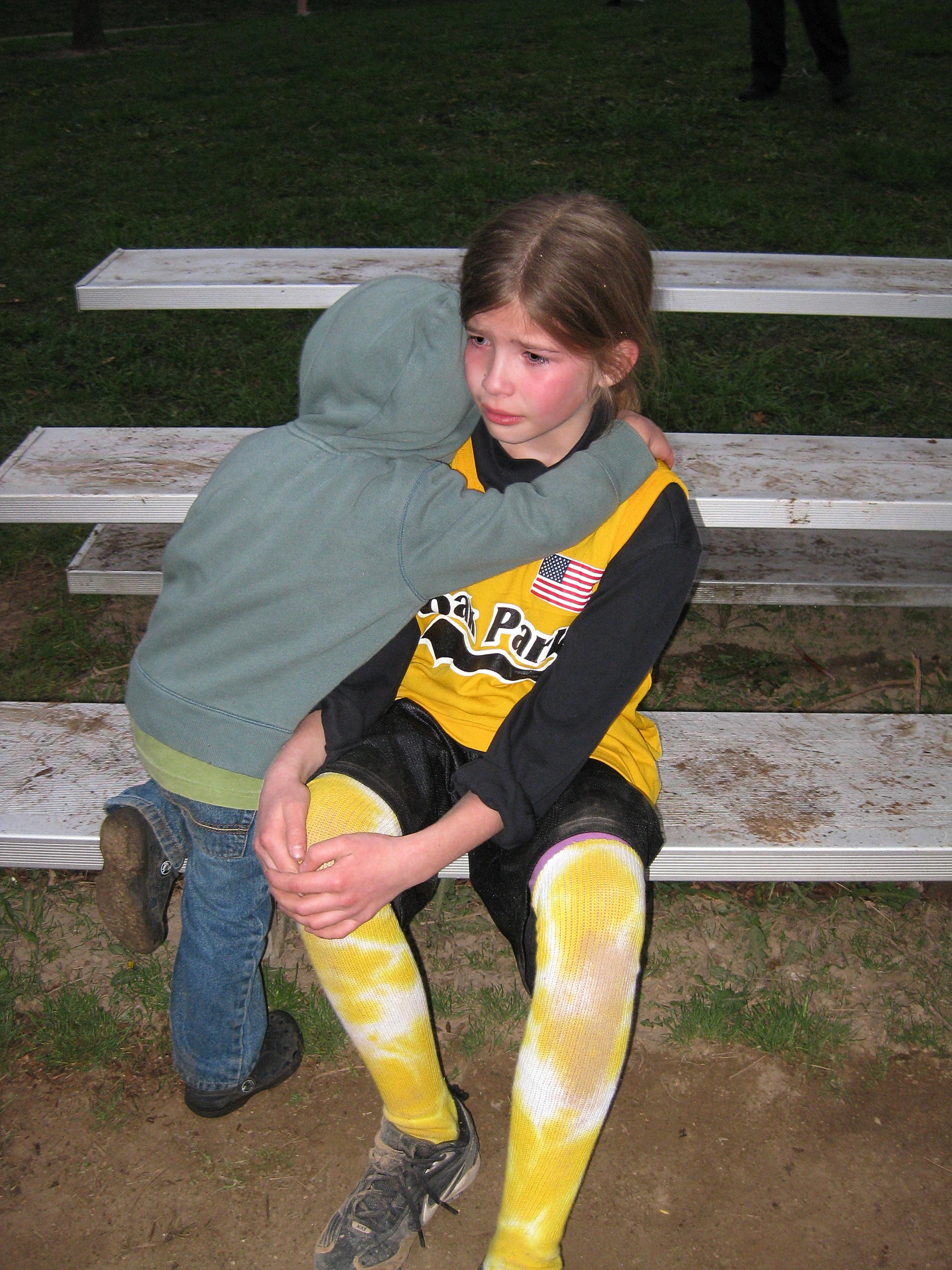

공감(共感)은 상대방 입장에 서서 상의의 경험한 바를 이해하거나 혹은 다른 사람의 입장에서 생각해보는 행위이다. 공감의 종류에는 크게 인지적 공감(cognitive empathy), 감정적 공감(emotional empathy)을 주축으로 학자에 따라 여러 세부적인 분류가 존재한다.

## 어휘 개념
공감을 흔히 객관적 상관물과 혼동하는데, 객관적 상관물과 공감은 엄연히 다른 개념이다. 공감은 가치 중립적인 개념으로 공감 자체는 선악으로 나뉘는 것이 아니다. 독재자 혹은 세기의 범죄자들이 눈 앞의 불쌍한 사람들에게 공감하거나 눈물을 흘렸다는 예시는 수 없이 많이 찾아볼 수 있다. 개인의 사회문화적 배경에 따라 공감의 척도는 크게 달라질 수 밖에 없으며, 눈 앞의 상대의 감정에 동조하지 않는다고 하여 공감을 못한다는 이분법은 불가하다.

## 뇌과학적 접근
공감 기능은 뇌의 거울뉴런이 관장한다.

### 두뇌의 편파적인 공감 경향
사람은 주변의 의견, 지지하고 싶은 의견에 대해 공감한 것과 객관적인 실제 상황을 구분 못하는 경향이 크다. (두뇌의 신경이 자신이 직접 접촉하는 것과 다른 사람의 접촉을 눈으로 보면서 그의 심정에 공감하는 것을 구분하지 못하기 때문이다. 실제로 두뇌 촬영을 통해서 보면 두 경우 모두 뇌의 흥분이 매우 비슷하게 진행된다.)

## 같이 보기
- 귀인 (심리학)
- 필립 K. 딕
- 감정지능
- 옥시토신
- 라포르
- 감성